# Lijst van gouverneurs van West-Vlaanderen
Dit is een lijst van prefecten en gouverneurs van  West-Vlaanderen.
Vanaf 1794 werd de provincie West-Vlaanderen bestuurd, grotendeels binnen de geografische gebiedsomschrijving zoals die zich tot op heden heeft bestendigd, door een 'commissaire de la république'. Na de Staatsgreep van 18 Brumaire kwam het definitieve bestuur tot stand, dat zich tot vandaag heeft bestendigd, onder opeenvolgende nationale besturen en met verschillende benamingen zowel voor het algemeen en dagelijks bestuur als voor het hoofd van de provincie.
Onder het Frans bestuur werd het hoofd van het departement met de naam prefect aangeduid. In de Nederlandse tijd werd het hoofd, in tegenstelling met provincies in Noord-Nederland, waar men het had over de commissaris van de Koning, als gouverneur aangeduid. Deze naam bleef behouden in het Koninkrijk België.

## Franse Republiek(1792-1804)/Franse Keizerrijk(1804-1814)
Tussen 1800-1814, Franse tijd in België, Consulaat en keizerrijk, stonden prefecten aan het hoofd van het Leiedepartement:
| Nr. | Perfect | Perfect                                   | Ambtstermijn | Ambtstermijn |
| --- | ------- | ----------------------------------------- | ------------ | ------------ |
| 1   |         | Justin de Viry (1737-1813)                | 1800         | 1804         |
| 2   |         | Bernard-François de Chauvelin (1766-1832) | 1804         | 1810         |
| 3   |         | Pietro Arborio (1767-1811)                | 1810         | 1811         |
| 4   |         | Jean-François Soult (1772-1823)           | 1811         | 1814         |

## Generaal-gouvernement(1814-1815)
Tussen 1814-1815 stond er voorlopig een Intendant aan het hoofd van de provincie.
| Nr. | Intendant | Intendant                                                  | Ambtstermijn  | Ambtstermijn |
| --- | --------- | ---------------------------------------------------------- | ------------- | ------------ |
| 1   |           | Bernard Van Severen (1761-1837)                            | februari 1814 | april 1814   |
| 2   |           | Constantin de Preud'homme d'Hailly de Nieuport (1748-1835) | 11 april 1814 | oktober 1815 |

## Verenigd Koninkrijk der Nederlanden(1815-1830)
| Nr. | Gouverneur | Gouverneur                                   | Ambtstermijn | Ambtstermijn |
| --- | ---------- | -------------------------------------------- | ------------ | ------------ |
| 1   |            | Joseph Benoît de Loën d'Enschede (1756-1844) | 1815         | 1821         |
| 2   |            | Hyacinthe Charles van der Fosse (1770-1834)  | 1821         | 1822         |
| 3   |            | Benedictus Josephus Holvoet (1763-1838)      | 1822         | 1826         |
| 4   |            | Ferdinand de Baillet (1789-1842)             | 1826         | 1830         |

## Koninkrijk België(1830-heden)

### Lijst
| Nr.   | Gouverneur | Gouverneur                                | Ambtstermijn | Ambtstermijn | Partij | Partij                  |
| ----- | ---------- | ----------------------------------------- | ------------ | ------------ | ------ | ----------------------- |
| 1     |            | Felix de Mûelenaere (1793-1862)           | 1830         | 1849         |        | Unionisten/ Katholieken |
| 2     |            | Adolphe de Vrière (1806-1885)             | 1849         | 1857         |        | Liberale Partij         |
| 3     |            | Benoît Vrambout (1816-1877)               | 1857         | 1877         |        | Liberale Partij         |
| 4     |            | Léon Ruzette (1836-1901)                  | 1877         | 1878         |        | Katholieke Partij       |
| 5     |            | Theodore Heyvaert (1834-1907)             | 1878         | 1883         |        | Liberale Partij         |
| 6     |            | Guillaume de Brouwer (1840-1892)          | 1883         | 1884         |        | Liberale Partij         |
| (4)   |            | Léon Ruzette (1836-1901)                  | 1884         | 1901         |        | Katholieke Partij       |
| 7     |            | Charles d'Ursel (1848-1903)               | 1901         | 1903         |        | Katholieke Partij       |
| 8     |            | Jean-Baptiste de Bethune jr. (1853-1907)  | 1903         | 1907         |        | Katholieke Partij       |
| 9     |            | Albéric Ruzette (1866-1929)               | 1907         | 1912         |        | Katholieke Partij       |
| 10    |            | Leon Janssens de Bisthoven (1859-1938)    | 1912         | 1933         |        | Katholieke Unie         |
| 11    |            | Henri Baels (1878-1951)                   | 1933         | 1944         |        | Katholieke Unie         |
| [ 1 ] |            | Michiel Bulckaert (1895-1968)             | 1940         | 1944         |        | VNV                     |
| 12    |            | Pierre van Outryve d'Ydewalle (1912-1997) | 1944         | 1979         |        | Katholieke Unie/CVP     |
| 13    |            | Leo Vanackere (1927-1979)                 | 1979         | 1979         |        | CVP                     |
| 14    |            | Olivier Vanneste (1930-2014)              | 1979         | 1997         |        | CVP                     |
| 15    |            | Paul Breyne (1947)                        | 1997         | 2012         |        | CVP                     |
| 16    |            | Carl Decaluwe (1960)                      | 2012         | heden        |        | CD&V                    |